# Odontopodisma rubripes
Odontopodisma rubripes är en insektsart som först beskrevs av Willy Adolf Theodor Ramme 1931.  Odontopodisma rubripes ingår i släktet Odontopodisma och familjen gräshoppor. IUCN kategoriserar arten globalt som sårbar. Inga underarter finns listade i Catalogue of Life.